# 瓦西里夫卡 (切切利尼克市鎮)
48°15′5″N 29°16′53″E / 48.25139°N 29.28139°E
瓦西里夫卡（烏克蘭語：Василівка）是位於烏克蘭西南部的村莊，由文尼察州海辛區的切切利尼克市鎮負責管轄。該村始建於1921年，面積3.2平方公里，2001年人口79，人口密度每平方公里24.69人。